# Ormosia neidioneura
Ormosia neidioneura är en tvåvingeart som beskrevs av Alexander 1973. Ormosia neidioneura ingår i släktet Ormosia och familjen småharkrankar. Inga underarter finns listade i Catalogue of Life.